# Gryllomimus perfectus
Sous-famille
Genre
Espèce
Gryllomimus perfectus est une espèce d'insectes orthoptères de la famille des Gryllidae, la seule du genre Gryllomimus et de la sous-famille des Gryllomiminae.
Les Gryllomiminae appartiennent à un groupe avec les Gryllinae Laicharting, 1781, les Itarinae Chopard 1932, les Gryllomorphinae Saussure 1877, les Landrevinae Gorochov 1982, les Sclerogryllinae Gorochov 1985 et les †Gryllospeculinae Gorochov 1985.

## Distribution
Cette espèce se rencontre au Burkina Faso.

## Référence
- Gorochov, 1986 : System and morphological evolution of crickets from the family Gryllidae (Orthoptera) with description of new taxa. Communication 2. Zoologicheskii Zhurnal, vol. 65, n. 6, p. 851-858.